# Senjou no Valkyria -Gallian Chronicles-
Senjou no Valkyria -Gallian Chronicles- (戦場のヴァルキュリア -Gallian Chronicles-, せんじょうのヴァルキュリア -Gallian Chronicles-) là trò chơi điện tử thể loại nhập vai chiến thuật theo lượt do hãng Sega phát triển và phát hành cho hệ PlayStation 3 vào ngày 24 tháng 4 năm 2008, phiên bản dành cho hệ điều hành Microsoft Windows đã phát hành vào ngày 11 tháng 11 năm 2014.
Lấy bối cảnh địa chính trị giả tưởng tại châu Âu năm 1935 tại một đất nước nhỏ tên Gallia đang phải đương đầu với hai thế lực hùng mạnh đang muốn thôn tính mình, một là liên minh các Đế quốc ở hướng đông và hai là liên bang Atlantic ở phía tây. Liên minh Đế quốc tấn công Gallia trước với mục đích là giành một nguồn tài nguyên rất quan trọng là Ragnite có rất nhiều tại đất nước này. Cốt truyện xoay quanh Welkin Gunther một nhà sinh vật học với giấc mơ trở thành thầy giáo, nhưng khi chiến tranh nổ ra anh đã trở thành chỉ huy của Đội 7 cùng cô gái Alicia Melchiott người mà anh chiến đấu cùng từ khi bắt đầu cuộc chiến và trong suốt các nhiệm vụ khó khăn để bảo vệ đất nước tình cảm bắt đầu hình thành thành giữ hai nhân vật. Trò chơi có phong cách chiến đấu theo lượt mỗi nhân vật sẽ chỉ có thể di chuyển ở một khoảng cách nhất định tùy theo loại quân và cấp độ hoặc tấn công một lần duy nhất cho mỗi lượt, sau đó phải chuyển lượt cho các nhân vật khác. Các nhân vật của tất cả các phe trên chiến trường sẽ có khả năng tự phòng thủ khi đối phương tiến lại gần. Sau mỗi trận chiến thì người chơi sẽ nhận được kinh nghiệm và tiền, kinh nghiệm để nâng cấp kỹ năng cho các loại quân và tiền để mua sắm các trang thiết bị mới cho cho Đội 7. Mỗi loại quân có các kỹ năng khác nhau, dùng các vũ khí khác nhau và khi lên đến cấp nào đó sẽ có thể dùng những loại vũ khí chuyên biệt mới. Ngoài ra từng nhân vật cũng có lịch sử riêng của mình và chúng sẽ dần mở ra sau các nhiệm vụ cùng với nó là những đặc điểm có thể ảnh hưởng đến chiến trận.
Trò chơi đã nhận được các đánh giá tích cực và nhận được nhiều giải thưởng tại các sự kiện chuyên về trò chơi điện tử. Phiên bản nối tiếp là Senjou no Valkyria 2 -Gallian Ouritsu Shikan Gakkou- đã phát hành vào ngày 21 tháng 1 năm 2010 và Senjou no Valkyria 3 -Unrecorded Chronicles- đã phát hành vào ngày 27 tháng 1 năm 2011. Tác phẩm cũng đã được chuyển thể sang các loại hình truyền thông khác như manga và anime. A-1 Pictures đã thực hiện chuyển thể anime và phát sóng tại Nhật Bản từ ngày 04 tháng 4 đến ngày 26 tháng 9 năm 2009.

## Tổng quan

### Nhân vật

#### Gallian

##### Đội 7

###### Chính
Welkin Gunther (ウェルキン・ギュンター)
Lồng tiếng bởi: Chiba Susumu, Kasuya Yūta (lúc nhỏ)
Alicia Melchiott (アリシア・メルキオット)
Lồng tiếng bởi: Inoue Marina
Isara Gunther (イサラ・ギュンター)
Lồng tiếng bởi: Kuwashima Hōko
Rosie (ロージー) / Brigitte Stark (ブリジット・シュターク)
Lồng tiếng bởi: Toyoguchi Megumi / Minagawa Junko (anime), Ishiguro Chihiro (lúc nhỏ)
Largo Potter (ラルゴ・ポッテル)
Lồng tiếng bởi: Egawa Hisao / Nomura Kenji (anime)
Zaka (ザカ)
Lồng tiếng bởi: Nakai Kazuya

###### Trinh sát
Aika Thompson (アイカ・トンプソン)
Cherry Stijnen (チェリー・スタイネン)
Lồng tiếng bởi: Yasuda Saki
Freesia York (フロージア・ヨーク)
Lồng tiếng bởi: Shouji Umeka
Hermes Kissinger (ヒルメス・キッシンジャー)
Lồng tiếng bởi: Komoto Keisuke
Juno Coren (ユーノ・コレン)
Lồng tiếng bởi: Yasui Eri
Melville Young (メルビル・ヤング)
Lồng tiếng bởi: Suzuki Masaru
Montley Leonard (モントリィ・レオナール)
Lồng tiếng bởi: Kano Yui
Nancy Dufour (ナンシー・デュフォー)
Lồng tiếng bởi: Hibi Aiko
Noce Wordsworth (ノーチェ・ワーズワーズ)
Lồng tiếng bởi: Matsubara Daisuke
Ramona Linton (レミィ・リントン)
Lồng tiếng bởi: Ikebe Kumiko
Susie Evans (スージー・エヴァンス)
Lồng tiếng bởi: Tozuka Rie
Ted Ustinov (テッド・ユスチノフ)
Lồng tiếng bởi: Matsumura Yukihiro
Wavy (ワヴィ)
Lồng tiếng bởi: Yamamoto Keiichirou

###### Tấn công
Aisha Neumann (アイシャ・ノーマン)
Lồng tiếng bởi: Itou Kanae / Inoue Hikari (Anime)
Alex Raymond (アレス・レイモンド)
Coby Caird (コビー・ケアード)
Dorothy Howard (ドロシー・ハワード)
Lồng tiếng bởi: Yasui Eri
Edy Nelson (イーディ・ネルソン)
Lồng tiếng bởi: Kano Yui
Hannes Salinger (ハンネス・サリンジャー)
Lồng tiếng bởi: Sakaguma Takahiko
Jane Turner (ジェーン・ターナ)
Lồng tiếng bởi: Itou Kanae
Kevin Abbott (ケビン・アボット)
Mica Hawkins (ミッコリ・ホーキング)
Lồng tiếng bởi: Matsumura Kazuya
Nina Streiss (ニィナ・ストレイス)
Salinas Milton (サリナス・ミルトン)
Lồng tiếng bởi: Matsubara Daisuke
Vyse Inglebard (ヴァイス・イングルバード)
Lồng tiếng bởi: Komoto Keisuke
Wendy Cheslock (ウェンディ・チェスロック)
Lồng tiếng bởi: Ikebe Kumiko

###### Chống tăng
Elysse Moore (エリシス・ムーア)
Hector Calvey (ヘクター・カルヴェ)
Jann Walker (ヤン・ウォーカー)
Lồng tiếng bởi: Hirai Keiji
Nils Daerden (ニルス・デールデン)
Rosina Selden (ロジーナ・セルデン)
Theold Bohr (セオルド・ボーア)
Walter Nash (ウォルター・ナッシュ)
Yoko Martens (ヨーコ・マルテンス)

###### Công binh
Claudia Mann (クローディア・モーンス)
Lồng tiếng bởi: Hibi Aiko
Dallas Wyatt (ターリス・ワイアット)
Lồng tiếng bởi: Kawashou Miyuki
Herbert Nielsen (ヘルバート・ニールセン)
Lồng tiếng bởi: Matsumura Kazuya
Homer Peron (ホーマー・ピエローニ)
Lồng tiếng bởi: Shōji Umeka
Karl Landzaat (カロス・ランザート)
Lồng tiếng bởi: Sakaguma Takahiko
Nadine (ネーディレス)
Lồng tiếng bởi: Itou Kanae
Ramsey Clement (ラミィ・クレメント)
Lồng tiếng bởi: Kano Yui

###### Bắn tỉa
Catherine O'Hara (キャスリン・オハラ)
Lồng tiếng bởi: Shouji Umeka
Cezary Regard (ツェザーリ・ルガード)
Lồng tiếng bởi: Hirai Keiji
Marina Wulfstan (マリーナ・ウルフスタン)
Lồng tiếng bởi: Agawa Ryō
Oscar Bielert (オスカー・ベイラート)
Lồng tiếng bởi: Tonomura Mariko

###### Ẩn
Audrey Heitinga (オードリィ・ハイディンガ)
Lồng tiếng bởi: Itou Noriko
Emile Bielert (エミール・ベイラート)
Lồng tiếng bởi: Hibi Aiko
Knute Jung (ヌッティ・ユング)
Lồng tiếng bởi: Yamamoto Keiichirou
Lynn (リィン)
Lồng tiếng bởi: Kawasho Miyuki
Musaad Mayfield (ムサード・メイフィールド)
Lồng tiếng bởi: Tatsuura Ryou

###### Khác
Fina Sellers (ファイナ・セラーズ)
Kreis Czherny (クライス・チェルニー)
Lồng tiếng bởi: Nojima Kenji
Hans (ハンス)
Lồng tiếng bởi: Ikeda Chigusa

###### Chỉ huy
Eleanor Varrot (エレノア・バーロット)
Lồng tiếng bởi: Tanaka Atsuko

##### Quân đội hoàng gia
Cordelia Gi Randgriz (コーデリア・ギ・ランドグリーズ)
Lồng tiếng bởi: Noto Mamiko
Maurits von Borg (マウリッツ・ヴォン・ボルグ)
Lồng tiếng bởi: Shibata Hidekatsu
Georg von Damon (ゲオルグ・ヴォン・ダモン)
Lồng tiếng bởi: Shioya Kōzō
Calvaro Rodriguez (カレルヴォ・ロドリゲス)
Lồng tiếng bởi: Kishino Yukimasa
Leon Schmidt (リオン・シュミット)
Faldio Landzaat (ファルディオ・ランツァート)
Lồng tiếng bởi: Sakurai Takahiro

##### Dân thường
Irene Ellet (イレーヌ・エレット)
Lồng tiếng bởi: Shindō Naomi
Martha Lipponen (マーサ・リッポネン)
Lồng tiếng bởi: Saitou Kimiko
Nazo no shinshi (謎の紳士)
Lồng tiếng bởi: Horii Shingo

##### Khác
Belgen Gunther (ベルゲン・ギュンター)
Lồng tiếng bởi: Takatsuka Masaya
Theimer (テイマー)
Isara Gunther (イサラ・ギュンター) (em gái của Welkin)
Lồng tiếng bởi: Kuwashima Hōko

##### Manga/Anime
Mintz (ミンツ)
Lồng tiếng bởi: Suganuma Hisayoshi
Julius Klotz (ユリウス・クローゼ)
Lồng tiếng bởi: Miyake Junichi
Ramal Valt (ラマール・ヴァルト)
Lồng tiếng bởi: Watanabe Kōya

#### Liên minh Đế quốc

##### Chỉ huy
Maximilian (マクシミリアン)
Lồng tiếng bởi: Fukuyama Jun
Selvaria Bles (セルベリア・ブレス)
Lồng tiếng bởi: Ōhara Sayaka
Radi Jaeger (ラディ・イェーガー)
Lồng tiếng bởi: Ōtsuka Akio
Berthold Gregor (ベルホルト・グレゴール)
Lồng tiếng bởi: Ōtsuka Chikao

##### Khác
Giorgios Geld (ヨルギオス・ゲルド)
Lồng tiếng bởi: Kishino Yukimasa
Johann Oswald Eisen (カール・オザヴァルド)
Lồng tiếng bởi: Okamoto Hiroshi
Kōtaishi (皇太子)
Lồng tiếng bởi: Midorikawa Hikaru
Kōtei (皇帝)
Lồng tiếng bởi: Yada Kōji

#### Liên bang Atlantic
Jean Townshend (ジャン・タウンゼント)
Lồng tiếng bởi: Hirai Keiji / Hirano Masato (Anime)

## Phát triển
Đội ngũ phát triển của trò chơi bao gồm chủ yếu là các nhân viên đã tham gia phát triển trong dòng trò chơi Sakura Taisen với Nonaka Ryutaro làm chỉ đạo và Tanaka Shuntaro đạo diễn. Làm việc cùng nhau, nhóm muốn tạo ra một trò chơi mà có sự kết hợp các đặc điểm của các tác phẩm trước đó của mình như: Yếu tố chiến lược của Sakura Taisen, góc nhìn người thứ ba trong trò chơi Kunoichi của Nonaka và yếu tố nhập vai trong Eternal Arcadia của Tanaka. Tên phát triển ban đầu của trò chơi là Gallian Panzers, trong giai đoạn này nhóm phát triển tập trung vào việc làm cho phần chiến lược và hành động của trò chơi quan trọng như nhau. Kế hoạch phát triển cách chơi nhấn mạnh các hệ thống kỹ năng cùng các khả năng tiềm tàng riêng của từng nhân vật mà người chơi phải để ý đến như thích thú hay bị dị ứng với thứ nào đó trong các môi trường khác nhau ảnh hưởng đến khả năng chiến đấu. Khác với nhịp độ ổn định của các trò chơi chiến thuật theo lượt khác hệ thống BLiTZ (ブリッツ) làm cho trò chơi có một bầu không khí đầy áp lực và căng thẳng, một phần bởi vì đối phương có thể bắn vào nhân vật đang tiến lại gần và ngược lại.
Đồ họa của trò chơi được dựng bằng công cụ CANVAS tạo ra một hình ảnh giống như tranh vẽ để thu hút sự chú ý của người chơi dù không chơi thể loại này nhưng đã trải qua những tựa chiến đấu với hình ảnh thực tế hơn. Với cách sử dụng tông màu ấm áp đã giảm nhẹ đi "Sự khủng khiếp, bản chất thật của chiến tranh" như Nonaka đã nói trong cuộc phỏng vấn với Gamespy thay vào đó trò chơi tập trung vào các nhân vật và cốt truyện. Còn Tanaka nói thêm rằng "Chúng tôi muốn thể hiện rằng hiện thực không phải là thứ duy nhất có thể làm với đồ họa 3D". Honjou Raita là người nhận trách nhiệm chính thiết kế các nhân vật, ban đầu nhóm đã dựa vào những hình tượng thường thấy trong chiến tranh thế giới thứ hai nhưng kết quả lại thấy là các nhân vật trông quá hiện đại so với những gì mà nhóm muốn vì thế đã chuyển sang các hình tượng của chiến tranh thế giới thứ nhất để mộc mạc hơn. Thiết kế chiến tranh thế giới thứ nhất được dùng cho các nhân vật tại Gallia còn thiết kế chiến tranh thế giới thứ hai được dùng cho một số nhân vật bên Liên minh Đế quốc.

## Phát hành
Trò chơi đã phát hành cho hệ PlayStation 3 vào ngày 24 tháng 4 năm 2008. Các bản mở rộng dùng để tải về cũng đã được thực hiện và phân phối thông qua PlayStation Network. Các bản này thêm các thứ như chế độ Hard EX làm cho chiếc xe tăng Edelweiss không thể được dùng trong các màn tập trận phát hành vào ngày 08 tháng 8 năm 2008, thêm các màn chơi ngoại truyện như Edy Buntai Daisakusen! (イーディ分隊大作戦！) xoay quanh việc một nhóm nhỏ bị tách ra khỏi Đội 7 và phải tác chiến một mình với sự chỉ huy của nhân vật Edy Nelson phát hành vào ngày 08 tháng 8 năm 2008, Ute, Selvaria to Tomoni (撃て、セルベリアと共に) cốt truyện xoay quanh nhân vật Selvaria Bles thực hiện các nhiệm vụ cho Liên minh Đế quốc vào đầu cuộc chiến phát hành vào ngày 31 tháng 10 năm 2008 và Edy Buntai no Chousenjou! (イーディ分隊の挑戦状！) người chơi sẽ điều khiển nhóm của nhân vật Edy Nelson của bản mở rộng trước vượt qua các thử thách khác nhau phát hành vào ngày 26 tháng 6 năm 2009.
Phiên bản The Best đã phát hành vào ngày 05 tháng 3 năm 2009. Phiên bản này có chứa sẵn các bản mở rộng của nhân vật Edy.
Steam bắt đầu phân phối phiên bản cho hệ máy tính cá nhân vào ngày 11 tháng 11 năm 2014. Phiên bản này chứa tất cả các bản mở rộng của trò chơi.

## Truyền thông

### Manga
Hãng Sega đã cho thực hiện một ngoại truyện với sự minh hoạ của Tokito Kyusei có tựa Senjou no Valkyria -wish your smile- (戦場のヴァルキュリア-wish your smile-) và đăng trên tạp chí dành cho shōjo là B's-LOG COMIC của Enterbrain từ ngày 12 tháng 11 năm 2008 đến ngày 22 tháng 1 năm 2010. Cốt truyện xoay quanh hai nhân vật trong trò chơi là hai nhân vật Mintz và Julius Klose. Enterbrain sau đó đã tập hợp các chương lại và phát hành thành 2 tankōbon.
Hãng Sega cũng đã cho thực hiện một chuyển thể manga của tác phẩm với sự minh hoạ của En Kito và đăng trên tạp chí Comp Ace của Kadokawa Shoten từ ngày 26 tháng 11 năm 2008 đến ngày 26 tháng 3 năm 2010. Các chương sau đó đã được tập hợp lại và phát hành thành 4 tankōbon.
Tạp chí Bros Comics EX của Enterbrain đã đăng chuyển thể các chương truyện ngắn lấy hài hước hài hước làm chủ đạo và sau đó tập hợp lại để phát hành thành một tankōbon có tựa Senjou no Valkyria Anthology Comics (戦場のヴァルキュリア アンソロジーコミック) vào ngày 28 tháng 12 năm 2009.
Tạp chí Bros Comics EX cũng đã đăng các chương truyện ngắn theo phong cách yonkoma và sau đó tập hợp lại để phát hành thành một tankōbon có tựa Senjou no Valkyria 4 Koma Anthology (戦場のヴァルキュリア 4コマアンソロジー) vào ngày 01 tháng 3 năm 2010.

### Internet radio
Một loạt chương trình phát thanh trên mạng có tựa Senjou no Valkyria GBS Dai 7 Shoutai Bunkyoku (戦場のヴァルキュリア GBS第7小隊分局) đã phát sóng trên trang Animate.tv từ ngày 07 tháng 4 đến ngày 08 tháng 12 năm 2009 với tổng cộng 18 chương trình. Người dẫn chương trình chính là ba nhân vật Welkin Gunther, Edy Nelson và Homer Pieroni nói về các sự kiện diễn ra trong anime và trả lời thư của người hâm mộ gửi đến. Các chương trình sau đó đã được tập hợp lại và Geneon Universal đã phát hành thành một đĩa vào ngày 26 tháng 8 năm 2009.

### Drama CD
Geneon Universal đã thực hiện hai đĩa drama CD và phát hành vào ngày 24 tháng 7 và 07 tháng 10 năm 2009.

### Anime
A-1 Pictures đã thực hiện chuyển thể anime với sự đạo diễn của Yamamoto Yasutaka và phát sóng tại Nhật Bản từ ngày 04 tháng 4 đến ngày 26 tháng 9 năm 2009 với 26 tập trên kênh Chiba TV, MBS và Television Kanagawa sau đó phát lại sau vài ngày trên các kênh Animax, Tokyo MX, CBC, Television Hokkaido, BS11 và TVQ Kyushu Broadcasting.

### Âm nhạc
Âm nhạc của trò chơi do Sakimoto Hitoshi đảm nhiệm việc biên soạn và việc này được thực hiện trong 8 tháng. Bản nhạc Main Theme (メインテーマ) là sự kết hợp của rất nhiều tác phẩm trước của nhạc sĩ, ông đã lọc chúng lại và sắp xếp sao cho có thể tạo ra một bản nhạc với các giai điệu tương phản nhau. Sakimoto nói rằng cốt truyện của trò chơi là nguồn cảm hứng lớn nhất của mình với các mối quan hệ giữa các nhân vật chính với nhau và thêm vào đó màu sắc của quân đội. Album chứa các bản nhạc dùng trong trò chơi đã phát hành vào ngày 21 tháng 5 năm 2008.
| Senjou no Valkyria -Gallian Chronicles- Original Soundtrack (戦場のヴァルキュリア -Gallian Chronicles- オリジナルサウンドトラック) | Senjou no Valkyria -Gallian Chronicles- Original Soundtrack (戦場のヴァルキュリア -Gallian Chronicles- オリジナルサウンドトラック) | Senjou no Valkyria -Gallian Chronicles- Original Soundtrack (戦場のヴァルキュリア -Gallian Chronicles- オリジナルサウンドトラック) |
| STT | Nhan đề | Thời lượng |
| --- | --- | --- |
| 1. | "Donna ni Tokutemo... (Game Opening ver.) (どんなに遠くても... (Game Opening ver.))"                                               | 2:09 |
| 2. | "Main Theme (メインテーマ)" | 3:30 |
| 3. | "Uruwashi no Gallia (麗しのガリア)"                                                                                                | 3:05 |
| 4. | "Yuusen (勇戦)" | 3:31 |
| 5. | "Randgriz no Machi (ランドグリーズの街)"                                                                                           | 1:57 |
| 6. | "Kunren no Hibi (訓練の日々)" | 1:49 |
| 7. | "Shigaisen (市街戦)" | 2:32 |
| 8. | "Ashita he no Kibou (明日への希望)"                                                                                                | 3:46 |
| 9. | "Dai 7 Shoutai no Nichijou (第７小隊の日常)"                                                                                       | 2:18 |
| 10. | "Yasen (野戦)" | 3:03 |
| 11. | "Warera ga Heisha (われらが兵舎)"                                                                                                  | 2:34 |
| 12. | "Sakusen Shirei (作戦指令)" | 2:43 |
| 13. | "Kinkyuu Shirei (緊急指令)" | 1:48 |
| 14. | "Kusen (苦戦)" | 2:25 |
| 15. | "Ronkou Koushou (論功行賞)" | 1:13 |
| 16. | "Senjika no Europa (戦時下のヨーロッパ)"                                                                                           | 2:21 |
| 17. | "Gallia Gun (ガリア軍)" | 2:58 |
| 18. | "Koubousen (攻防戦)" | 2:47 |
| 19. | "Wakare to Namida (別れと涙)" | 4:05 |
| 20. | "Teikoku Gun (帝国軍)" | 3:25 |
| 21. | "Inishi no Kioku (古の記憶)" | 2:50 |
| 22. | "Maximilian (マクシミリアン)" | 3:52 |
| 23. | "Sessen (接戦)" | 3:18 |
| 24. | "Valkyria no Yochou (ヴァルキュリアの予兆)"                                                                                        | 3:55 |
| 25. | "Kousen (抗戦)" | 1:49 |
| 26. | "Valkyria no Kakusei (ヴァルキュリアの覚醒)"                                                                                       | 2:37 |
| 27. | "Nansen (難戦)" | 3:24 |
| 28. | "Haiboku (敗北)" | 0:28 |
| 29. | "Kuukyo naru Sabishisa (空虚なる寂しさ)"                                                                                           | 2:28 |
| 30. | "Title Main Theme (タイトルメインテーマ)"                                                                                          | 0:37 |
| 31. | "Gallia Sensenki (ガリア戦線記)"                                                                                                   | 3:17 |
| 32. | "Yasuragi no Hitotoki (やすらぎのひととき)"                                                                                        | 3:27 |
| 33. | "Darcsen Hitotachi (ダルクス人たち)"                                                                                               | 2:49 |
| 34. | "Giyuugun Dai 7 Shoutai (義勇軍第７小隊)"                                                                                          | 2:04 |
| 35. | "Gekisen (激戦)" | 2:54 |
| 36. | "Randgriz Daikuge (ランドグリーズ大公家)"                                                                                          | 2:29 |
| 37. | "Yogiru Fuan (よぎる不安)" | 3:36 |
| 38. | "Kessen (決戦)" | 2:58 |
| 39. | "Ano Hi no Omoide (あの日の思い出)"                                                                                                | 3:03 |
| 40. | "Isakai no Hate ni (いさかいの果てに)"                                                                                             | 3:08 |
| 41. | "Shusen (守戦)" | 2:33 |
| 42. | "Tairitsu no Kouzu (対立の構図)"                                                                                                   | 3:25 |
| 43. | "Juurin Seshisha (蹂躙せし者)" | 2:29 |
| 44. | "Shizuka na Katarai (静かな語らい)"                                                                                                | 2:39 |
| 45. | "Rikujou Senkan Marmot (陸上戦艦マーモット)"                                                                                       | 1:45 |
| 46. | "Serikuru Kiki (迫り来る危機)" | 2:15 |
| 47. | "Yabou no Shuushifu (野望の終止符)"                                                                                                | 2:57 |
| 48. | "Warera, Dai 7 Shoutai (我ら、第７小隊)"                                                                                           | 2:20 |
| 49. | "Saishuu Kessen (最終決戦)" | 2:49 |
| 50. | "Daidanen (大団円)" | 2:20 |
| 51. | "Uketsugareru Omoi (受け継がれる想い)"                                                                                             | 3:13 |
| 52. | "Uketsugareta Mono (受け継がれたもの)"                                                                                             | 4:06 |
| 53. | "Donna ni Tokutemo... (Game Ending ver.) (どんなに遠くても... (Game Ending ver.))"                                                 | 4:37 |
| 54. | "Uketsugareru Omoi ~Piano Solo~ (受け継がれる想い 〜ピアノソロ〜)"                                                                 | 2:45 |
| Tổng thời lượng: | Tổng thời lượng: | 2:29:15 |

Bộ anime có 5 bài hát chủ đề, 2 mở đầu và 3 kết thúc. Bài hát mở đầu thứ nhất có tên Asu e no Kizuna (明日へのキズナ) do HIMEKA trình bày, đĩa đơn chứa bài hát đã phát hành vào ngày 27 tháng 5 năm 2009. Bài hát mở đầu thứ hai là bài Kanashimi Rensa (カナシミレンサ) do MARIA trình bày, đĩa đơn chứa bài hát đã phát hành vào ngày 12 tháng 8 năm 2009. Bài hát kết thúc thứ nhất là bài Ano Kaze ni Notte (アノ風ニノッテ) do pe’zmoku trình bày, đĩa đơn chứa bài hát đã phát hành vào ngày 27 tháng 5 năm 2009 với hai phiên bản giới hạn và bình thường, phiên bản giới hạn có thêm một bản nhạc. Bài hát kết thúc thứ hai có tên Hitotsu no Negai (ひとつの願い) do Inoue Hikari trình bày, đĩa đơn chứa bài hát đã phát hành vào ngày 05 tháng 8 năm 2009. Bài hát kết thúc thứ ba dùng trong tập 26 là bài Brightest Morning do Inoue Hikari trình bày cùng Đội 7, bài hát đã phát hành chung trong album chứa các bài hát do các nhân vật trình bày vào ngày 21 tháng 4 năm 2010. Album chứa các bản nhạc dùng trong bộ anime đã phát hành vào ngày 30 tháng 9 năm 2009.
| Asu e no Kizuna (明日へのキズナ) | Asu e no Kizuna (明日へのキズナ)                                  | Asu e no Kizuna (明日へのキズナ) |
| STT                              | Nhan đề                                                           | Thời lượng                       |
| -------------------------------- | ----------------------------------------------------------------- | -------------------------------- |
| 1.                               | "Asu e no Kizuna (明日へのキズナ)"                                | 5:03                             |
| 2.                               | "Sayonara Solitaire (さよならソリティア)"                         | 3:41                             |
| 3.                               | "Asu e no Kizuna ~Instrumental~ (明日へのキズナ〜Instrumental〜)" | 5:00                             |
| Tổng thời lượng:                 | Tổng thời lượng:                                                  | 13:44                            |

| Kanashimi Rensa (カナシミレンサ) | Kanashimi Rensa (カナシミレンサ)                                 | Kanashimi Rensa (カナシミレンサ) |
| STT                              | Nhan đề                                                          | Thời lượng                       |
| -------------------------------- | ---------------------------------------------------------------- | -------------------------------- |
| 1.                               | "Kanashimi Rensa (カナシミレンサ)"                               | 3:52                             |
| 2.                               | "Ashita he no Kiseki (未来への軌跡)"                             | 4:24                             |
| 3.                               | "Kanashimi Rensa (TV Edit) (カナシミレンサ (TV Edit))"           | 1:35                             |
| 4.                               | "Kanashimi Rensa (Instrumental) (カナシミレンサ (Instrumental))" | 3:51                             |
| Tổng thời lượng:                 | Tổng thời lượng:                                                 | 13:42                            |

| Ano Kaze ni Notte (アノ風ニノッテ) | Ano Kaze ni Notte (アノ風ニノッテ)                                | Ano Kaze ni Notte (アノ風ニノッテ) |
| STT                                | Nhan đề                                                           | Thời lượng                         |
| ---------------------------------- | ----------------------------------------------------------------- | ---------------------------------- |
| 1.                                 | "Ano Kaze ni Notte (アノ風ニノッテ)"                              | 5:03                               |
| 2.                                 | "P.M. Togarians (P．M．トガリアンズ)"                             | 4:31                               |
| 3.                                 | "Dai-san no Otoko (第三の男)"                                     | 6:35                               |
| 4.                                 | "Ano Kaze ni Notte (instrumental) (アノ風ニノッテ(instrumental))" | 5:00                               |
| Tổng thời lượng:                   | Tổng thời lượng:                                                  | 21:09                              |

| Ano Kaze ni Notte (アノ風ニノッテ) | Ano Kaze ni Notte (アノ風ニノッテ)                                                             | Ano Kaze ni Notte (アノ風ニノッテ) |
| STT                                | Nhan đề                                                                                        | Thời lượng                         |
| ---------------------------------- | ---------------------------------------------------------------------------------------------- | ---------------------------------- |
| 1.                                 | "Ano Kaze ni Notte (アノ風ニノッテ)"                                                           | 5:03                               |
| 2.                                 | "P.M. Togarians (P．M．トガリアンズ)"                                                          | 4:31                               |
| 3.                                 | "Dai-san no Otoko (第三の男)"                                                                  | 6:35                               |
| 4.                                 | "Ano Kaze ni Notte (instrumental) (アノ風ニノッテ(instrumental))"                              | 5:00                               |
| 5.                                 | "Ano Kaze ni Notte (Senjou no Valkyria Version) (アノ風ニノッテ(戦場のヴァルキュリアVersion))" | 1:30                               |
| Tổng thời lượng:                   | Tổng thời lượng:                                                                               | 22:39                              |

| Hitotsu no Negai (ひとつの願い) | Hitotsu no Negai (ひとつの願い)                                 | Hitotsu no Negai (ひとつの願い) |
| STT                             | Nhan đề                                                         | Thời lượng                      |
| ------------------------------- | --------------------------------------------------------------- | ------------------------------- |
| 1.                              | "Hitotsu no Negai (ひとつの願い)"                               | 5:03                            |
| 2.                              | "Love Mail! (らぶめるっ!)"                                      | 5:16                            |
| 3.                              | "Hitotsu no Negai (Instrumental) (ひとつの願い (Instrumental))" | 5:03                            |
| 4.                              | "Love Mail! (Instrumental) (らぶめるっ! (Instrumental))"        | 5:15                            |
| Tổng thời lượng:                | Tổng thời lượng:                                                | 20:37                           |

| Senjou no Valkyria Original Soundtrack (戦場のヴァルキュリア オリジナルサウンドトラック) | Senjou no Valkyria Original Soundtrack (戦場のヴァルキュリア オリジナルサウンドトラック) | Senjou no Valkyria Original Soundtrack (戦場のヴァルキュリア オリジナルサウンドトラック) |
| STT                                                                                      | Nhan đề                                                                                  | Thời lượng                                                                               |
| ---------------------------------------------------------------------------------------- | ---------------------------------------------------------------------------------------- | ---------------------------------------------------------------------------------------- |
| 1.                                                                                       | "Darukusu no Saiyaku (ダルクスの災厄)"                                                   | 0:49                                                                                     |
| 2.                                                                                       | "Senjou no Shoujo (戦場の少女)"                                                          | 2:11                                                                                     |
| 3.                                                                                       | "Nonki na Sketch (のんきなスケッチ)"                                                     | 1:37                                                                                     |
| 4.                                                                                       | "Saraba Kokyou (さらば故郷)"                                                             | 1:51                                                                                     |
| 5.                                                                                       | "Sekimen to Roubai (赤面と狼狽)"                                                         | 1:59                                                                                     |
| 6.                                                                                       | "Chiisana Spy no Hokaku (小さなスパイの捕獲)"                                            | 1:37                                                                                     |
| 7.                                                                                       | "Nanpa Teki Kaiwa (軟派的会話)"                                                          | 1:51                                                                                     |
| 8.                                                                                       | "Hatsukoi (初恋)"                                                                        | 1:59                                                                                     |
| 9.                                                                                       | "Senjou no Naka no Yasashisa (戦場の中の優しさ)"                                         | 2:15                                                                                     |
| 10.                                                                                      | "Shuzai Koudou (取材行動)"                                                               | 2:11                                                                                     |
| 11.                                                                                      | "Dotabata Shuzai (ドタバタ取材)"                                                         | 1:44                                                                                     |
| 12.                                                                                      | "Naguri Nagurare Daikonsen (殴り殴られ大混戦)"                                           | 1:42                                                                                     |
| 13.                                                                                      | "Sorezore no Yoru (それぞれの夜)"                                                        | 2:04                                                                                     |
| 14.                                                                                      | "Gunjin no Hokori (軍人の誇り)"                                                          | 1:43                                                                                     |
| 15.                                                                                      | "Kimajime Sa (生真面目さ)"                                                               | 2:19                                                                                     |
| 16.                                                                                      | "Soukou Ressha (装甲列車)"                                                               | 1:50                                                                                     |
| 17.                                                                                      | "Katarai no Hitotoki (語らいのひととき)"                                                 | 2:01                                                                                     |
| 18.                                                                                      | "Tomaranu Mousou (止まらぬ妄想)"                                                         | 1:55                                                                                     |
| 19.                                                                                      | "Tokusetsu Butai (特設舞台)"                                                             | 2:12                                                                                     |
| 20.                                                                                      | "Karoyaka na Band Ensou (軽やかなバンド演奏)"                                            | 2:22                                                                                     |
| 21.                                                                                      | "Kimazui Funiki (気まずい雰囲気)"                                                        | 2:03                                                                                     |
| 22.                                                                                      | "Igai na Saikai (意外な再会)"                                                            | 1:43                                                                                     |
| 23.                                                                                      | "Resistance (レジスタンス)"                                                              | 2:22                                                                                     |
| 24.                                                                                      | "Kujuu no Ketsudan (苦渋の決断)"                                                         | 1:55                                                                                     |
| 25.                                                                                      | "Seireisetsu (精霊節)"                                                                   | 2:20                                                                                     |
| 26.                                                                                      | "Sousoukyoku (葬送曲)"                                                                   | 2:40                                                                                     |
| 27.                                                                                      | "Kokoro no Hida (心のひだ)"                                                              | 2:04                                                                                     |
| 28.                                                                                      | "Okugai Kunren Shisetsu (屋外訓練施設)"                                                  | 2:07                                                                                     |
| 29.                                                                                      | "Rikujou Senkan (陸上戦艦)"                                                              | 1:53                                                                                     |
| 30.                                                                                      | "Senchi ni Omomuku (戦地に赴く)"                                                         | 1:48                                                                                     |
| 31.                                                                                      | "Ikki Uchi (一騎打ち)"                                                                   | 2:03                                                                                     |
| 32.                                                                                      | "Yuushi (勇士)"                                                                          | 1:43                                                                                     |
| 33.                                                                                      | "Kanawanai Omoi (叶わない想い)"                                                          | 1:33                                                                                     |
| 34.                                                                                      | "Tekihei no Shi (敵兵の死)"                                                              | 2:05                                                                                     |
| 35.                                                                                      | "Kibou no hi (希望の火)"                                                                 | 2:11                                                                                     |
| 36.                                                                                      | "Tatakai ga Akereba (戦いが明ければ)"                                                    | 2:00                                                                                     |
| 37.                                                                                      | "Usotsuki (うそつき)"                                                                    | 3:06                                                                                     |
| Tổng thời lượng:                                                                         | Tổng thời lượng:                                                                         | 1:13:48                                                                                  |

| Senjou no Valkyria Song Collection (戦場のヴァルキュリア ソングコレクション) | Senjou no Valkyria Song Collection (戦場のヴァルキュリア ソングコレクション)       | Senjou no Valkyria Song Collection (戦場のヴァルキュリア ソングコレクション) |
| STT                                                                          | Nhan đề                                                                            | Thời lượng                                                                   |
| ---------------------------------------------------------------------------- | ---------------------------------------------------------------------------------- | ---------------------------------------------------------------------------- |
| 1.                                                                           | "Donnani Tookutemo... ~Game Ending ver.~ (どんなに遠くても... ~Game Ending ver.~)" | 4:36                                                                         |
| 2.                                                                           | "Uketsugareru Omoi (受け継がれる想い)"                                             | 3:15                                                                         |
| 3.                                                                           | "Asu he no Kizuna ~TV ver.~ (明日へのキズナ ~TV ver.~)"                            | 1:32                                                                         |
| 4.                                                                           | "Ano Kaze ni Notte ~TV ver.~ (アノ風ニノッテ ~TV ver.~)"                           | 1:32                                                                         |
| 5.                                                                           | "Kanashimi Rensa ~TV ver.~ (カナシミレンサ ~TV ver.~)"                             | 1:33                                                                         |
| 6.                                                                           | "Hitotsu no Negai ~TV ver.~ (ひとつの願い ~TV ver.~)"                              | 1:35                                                                         |
| 7.                                                                           | "Sora ha aoi Mama (空は蒼いまま)"                                                  | 4:05                                                                         |
| 8.                                                                           | "Usotsuki (うそつき)"                                                              | 3:06                                                                         |
| 9.                                                                           | "Umaretate no Ashita (うまれたてのあした)"                                         | 3:26                                                                         |
| 10.                                                                          | "Brightest Morning"                                                                | 4:27                                                                         |
| 11.                                                                          | "Twin Tail☆Koi Shiteru!? (ツインテール☆恋してる!?)"                                | 4:24                                                                         |
| 12.                                                                          | "Our Story"                                                                        | 4:29                                                                         |
| Tổng thời lượng:                                                             | Tổng thời lượng:                                                                   | 38:00                                                                        |

## Đón nhận
Trò chơi đã nhận được các đánh giá tích cực kể từ khi phát hành. IGN đã đánh giá trò chơi là 9/10, Gamerankings là 87%, Gamespot là 8.5/10, Metacritic là 85%... Kevin VanOrd tại Gamespot đã đánh giá cao thiết kế của trò chơi với nhận xét "Là một trò chơi RPG chiến thuật cách tân táo bạo vừa đẹp để ngắm và vừa thứ vị để chơi" với nhiều khoảnh khắc đánh nhớ cùng cách chơi độc đáo và tự do hiếm thấy trong các trò chơi cùng loại. IGN AU đã đánh giá phiên bản tiếng Nhật lồng tiếng rất tuyệt cũng như cốt truyện nằm ở ranh giới giữa thực và ảo nó không quá tưởng tượng để người chơi tin chắc đó không phải là sự thật nhưng nó cũng không hẳn là sự thật lịch sử và nhận xét "Đây có thể là trò chơi hay nhất của SEGA trong gần một thập niên".
Trò chơi đã tiêu thụ được 141.589 bản tại Nhật tính đến đến hết năm 2008. Tác phẩm đã đứng hạng một trong danh sách các trò chơi bán chạy nhất cho hệ PS3 trong tuần thứ hai của tháng 4 năm 2009 tại Nhật hơn cả Biohazard 5 và hạng 5 tại Bắc Mỹ cùng thời điểm. Tính đến giữa năm 2015 thì trò chơi đã tiêu thụ được hơn 1,24 triệu bản cho hệ PS3. Steam đã phân phối trực tuyến hơn 210000 bản cho hệ máy tính cá nhân tính đến đầu tháng 3 năm 2015.
Tác phẩm đã được trao nhiều danh hiệu từ các trang mạng chuyên về trò chơi điện tử như Gamespot đã trao cho trò chơi danh hiệu Đồ hoạ nghệ thuật đẹp nhất còn GameSpy thì trao danh hiệu Nhạc nền hay nhất cho mục trò chơi chiến thuật năm 2008. GameTrailers đã xếp trò chơi vào danh mục Trò chơi nhập vai hay nhất. IGN thì trao cho trò chơi danh hiệu Trò chơi chiến thuật của năm 2008 trên hệ PlayStation 3, RPGFan thì trao Trò chơi nhập vai của năm trên hệ PlayStation 3 và Trò chơi chiến thuật hay nhất trên các hệ máy chơi trò chơi điện tử chuyên dụng... Còn sách Kỷ lục Guinness thì ghi nhận trò chơi là Trò chơi chiến thuật hay nhất trên hệ PlayStation 3.